# Nahe Null
Nahe Null (russisch Околоноля) ist der Titel eines im Juni 2009 unter dem Pseudonym Natan Dubowizki in Russland erschienenen Romans, als dessen Autor der russische Politiker Wladislaw Surkow gilt. Surkow war bis zum Mai 2013 Vize-Ministerpräsident der russischen Regierung und war im Anschluss bis zum 18. Februar 2020 persönlicher Berater des Präsidenten Wladimir Putin. Zu Surkow führte das Pseudonym Dubowizki, das auf den Namen seiner zweiten Frau Natalja Dubowizkaja anspielen soll, zudem bestätigte der russische Schriftsteller Wiktor Jerofejew, Surkow sei der Autor des Buches. Das Buch malt insgesamt ein düsteres Bild des postkommunistischen Russland und beschreibt dessen Missstände.

## Entstehung und Veröffentlichung
Ende Juni 2009 erschien in Russland unter dem Pseudonym Natan Dubowizki (russisch Натан Дубовицкий) ein Roman mit dem Titel Nahe Null (russisch Околоноля). Die literarischen Qualitäten wurden von den meisten Kritikern als beachtlich eingeschätzt, sowohl die Komposition als auch der Stil des Textes würden auf einen geübten Verfasser hinweisen. Filmregisseur Nikita Michalkow verglich den Roman sogar mit Michail Bulgakows Klassiker Der Meister und Margarita. Den im Untertitel erhobenen Genre-Anspruch „gangsta fiction“ löst der unbekannte Autor auf den 112 Seiten durch den extensiven Gebrauch von Gossen- und Gangster-Slang ein.
In der russischen Presse wurde über die Autorschaft des Romans aus dem Verlag Russki Pioner spekuliert. Viele Spuren führten dabei zu Wladislaw Surkow, dem damaligen stellvertretenden Leiter der russischen Präsidialverwaltung. Als wichtiges Indiz für die Autorschaft Surkows wurde gewertet, dass das verwendete Pseudonym auf den Namen seiner zweiten Frau Natalja Dubrowitzkaja anspielen könnte. Die renommierte russische Tageszeitung Wedomosti enthüllte, dass Surkow kurz nach Erscheinen des Buches einen Beitrag über Kunstgeschichte im Magazin von Russki Pioner und im Juni im gleichen Magazin von einem noch unvollendeten Roman geschrieben habe. Am 14. September 2009 publizierte auch die britische Zeitung The Independent eine Enthüllungsgeschichte, in welcher ein Mitarbeiter von Russki Pioner die Urheberschaft von Surkow bestätigte.
Ende September 2009 veröffentlichte Surkow selbst eine kritische Rezension des Romans, in der er Nahe Null als Befreiungsschlag einer unlesbar gewordenen literarischen Postmoderne deutete. Der Held sei „ein sehr schlechter Mensch, der sehr gerne besser werden würde, aber nicht kann und deshalb leidet“. Der Autor habe nichts zu sagen, deshalb kaspere er nur herum. Der Roman Nahe Null werde in naher Zukunft als das erkannt werden, was er in der Tat sei – nichts. Vor dem Hintergrund von Surkows Ziel einer Neugestaltung der russischen Realitäten erhält seine negative Selbstrezension einen polittechnologischen Sinn: Wenn die russische Gesellschaft die in Nahe Null beschriebenen Missstände überwinden kann, ist der Roman überflüssig.
Am 11. November gab der russische Schriftsteller Wiktor Jerofejew in einem Interview der Literaturnaja gaseta an, Wladislaw Surkow habe diesen „bemerkenswerten Roman“ geschrieben. Er besitze ein von ihm persönlich signiertes Exemplar von Nahe Null. Am 29. Dezember publizierte die Frankfurter Allgemeine Zeitung einen weiteren Beitrag von Wiktor Jerofejew mit dem gleichen Resümee: „Der dritte Mann im Staat, der sechsundvierzigjährige Wladislaw Surkow, der für die gesamte Innenpolitik unseres Landes verantwortlich zeichnet, hat einen Roman über das Leben im heutigen Russland geschrieben.“ Surkow selbst hat seine Autorschaft bis heute nicht bestätigt.

## Inhalt
Hauptperson des Romans ist Jegor Samochodow, der im Russland der frühen 1990er Jahre sein Geld mit Copyright-Piraterie, Verwertung von nichtdeklarierten Auflagen und als Ghostwriter für Politiker verdient. Er lebt geschieden von seiner Frau und ist auch außerstande, seine eigene Tochter zu lieben. Samochodow wird in den mafiosen Bruderbund des „Schwarzen Buches“ aufgenommen, muss aber als Aufnahmebedingung einen Mord begehen, den er ohne mit der Wimper zu zucken ausführt.
Der Roman entwirft ein düsteres Bild des postkommunistischen Russland und zählt dessen Missstände schonungslos auf: „Bestechung, Schmiergeldzahlungen, Auftragsmorde, Schutzorganisationen, staatliche Investitionen in Ehefrauen, Schwager und Nichten; die Vermietung von Machtorganen an respektable Schlitzohren und Emporkömmlinge mit Beziehungen; der Handel mit Ämtern, Orden, Auszeichnungen, Titeln; Kontrolle über die Nachfolge; käufliche Rechtsprechung, einträglicher Patriotismus.“
Seine Sexpartnerin Plaksa (russisch Плакса) unterscheidet Samochodow „von einer Gummipuppe nur dadurch, dass sie nicht aus Gummi ist“. Sie steht im „Süden“ Russlands (der als Kaukasus-Region identifizierbar ist) als Schauspielerin vor der Kamera und wird auf der Leinwand so realistisch vergewaltigt und ermordet, dass Samochodow ein Verbrechen vermutet. Im „Süden“ sucht und findet er den brutalen Regisseur, der als Inbegriff der totalen Demoralisierung der russischen Gesellschaft charakterisiert wird.
Der Roman endet in einer unerwarteten Volte: Möglicherweise ist das Geschehen nur eine Horrorvision des Protagonisten, der seine Verbrechen nur im Schlaf begangen hat. Immer wieder taucht dabei als ästhetisches Vorbild Vladimir Nabokovs später Roman Durchsichtige Dinge (1972) auf, in dem die Grenzen zwischen Fiktion und Realität bewusst verwischt werden.

## Übersetzungen und Verfilmungen
Nahe Null ist in deutscher Übersetzung im Berlin Verlag erschienen.
Der Regisseur Kirill Serebrennikow möchte 2010 eine theatralische Inszenierung des Romans auf die Bühne bringen. Bis Dezember 2023 ist dieses Vorhaben allerdings nicht in die Tat umgesetzt worden.